# Stephania succifera
Stephania succifera là một loài thực vật có hoa trong họ Biển bức cát. Loài này được H.S. Lo & Y. Tsoong miêu tả khoa học đầu tiên năm 1978.